# Vyklice
Vyklice (německy Wiklitz) jsou zaniklou obcí, která ležela asi dva kilometry jižně od Chabařovic v okrese Ústí nad Labem na severu Čech. Vyklice ležely v katastrálním území Vyklice o výměře 419,99 hektarů.

## Historie

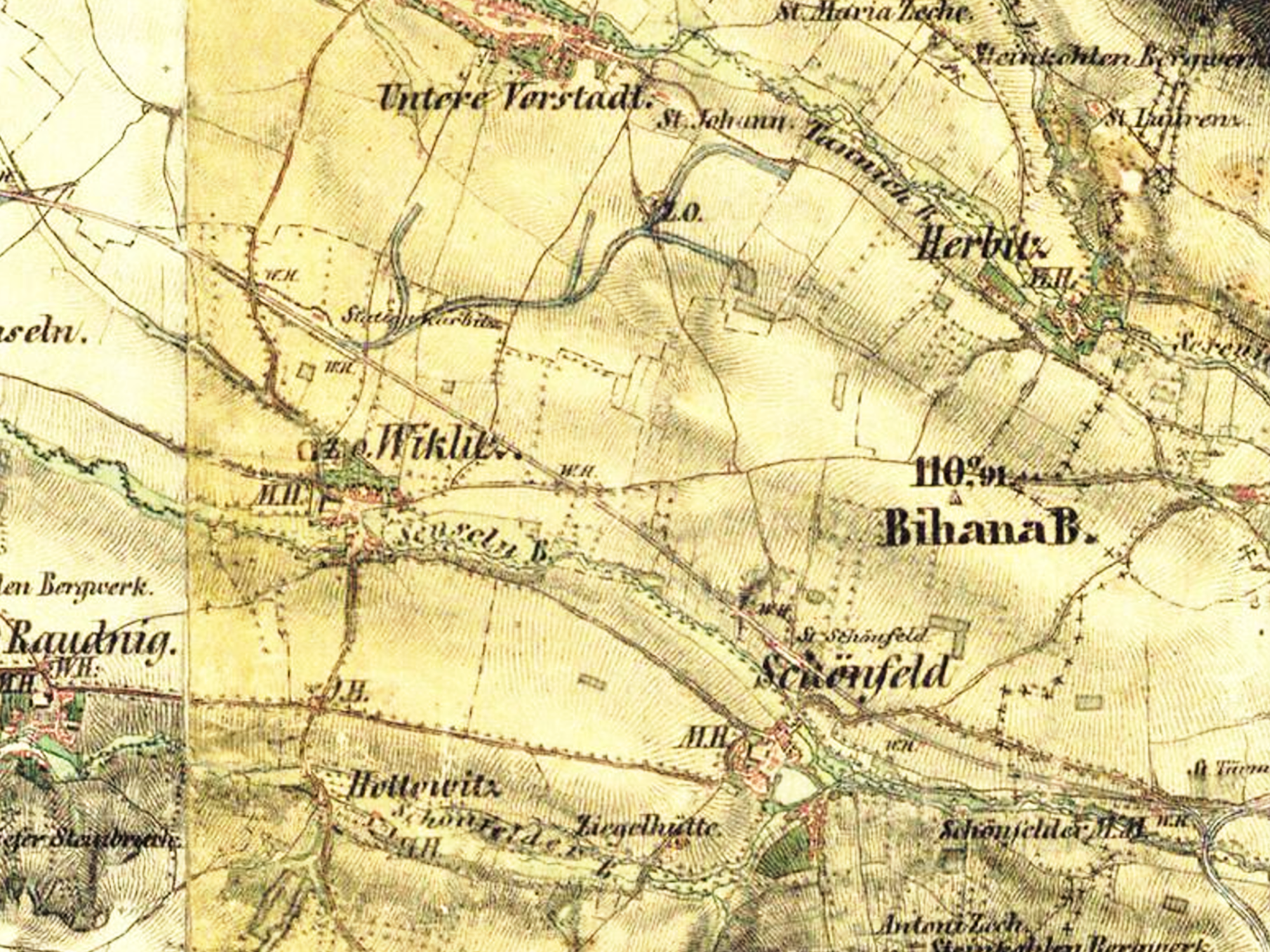
Obec Vyklice na mapě z 19. století v prostoru, kde o 100 let později vznikl lom Chabařovice a poté jezero Milada

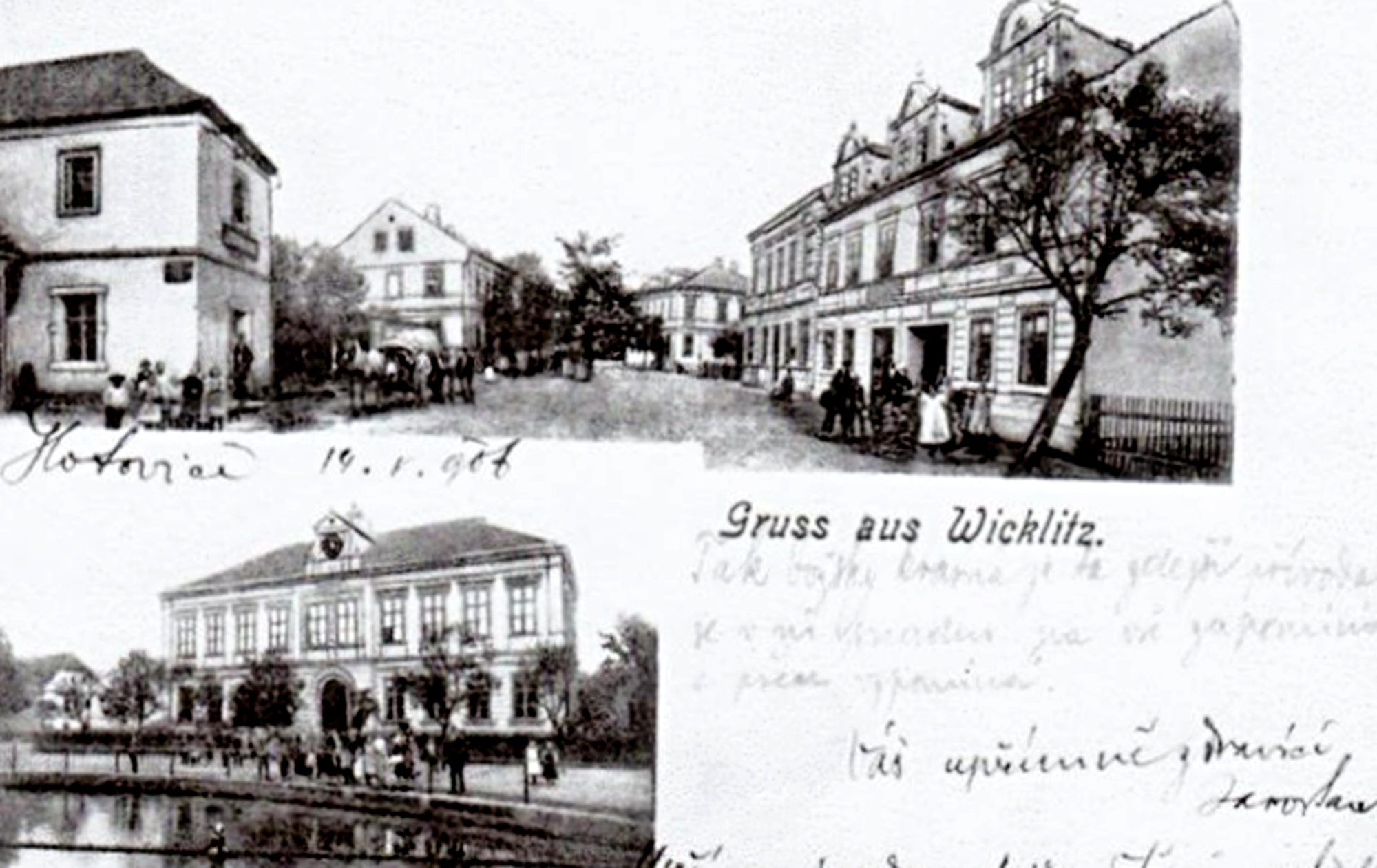
Pohlednice Vyklic, odeslaná z Otovic v roce 1906

První písemná zmínka o vesnici pochází z roku 1239, kdy byly Vyklice majetkem pánů z Rýzmburka. Na konci 14. století byla ves rozdělena na dvě části, jedna patřila ke chlumeckému panství, druhá ke hradu Krupka. V roce 1537 byl majitelem Krupky včetně Vyklic Václav z Vartenberka a na Lipém, kterému byla ale po účasti na stavovském povstání v roce 1547 zkonfiskována část majetku. 
V roce 1579 byly Vyklice, spolu s Habřím, Lochočicemi a částí Otovic prodány Janu mladšímu Horovi z Ocelovic, který je spojil v samostatný statek. Ve Vyklicích zřejmě stávala tvrz. V roce 1820 zde začali Thunové těžit uhlí, pozdější majitelé Westphalenové z Fürstenbergu těžbu ještě rozšířili. Ložiska uhlí pod obcí se jí stala osudná, v roce 1982 byly Vyklice zlikvidovány.
Roku 1902 byly v katastrálním území vesnice v provozu doly Milada I a Nová naděje, které o pět let později provozovala Mostecká uhelná společnost. V roce 1907 měla Nová naděje 233 zaměstnanců a těžba v ní dosáhla asi 130 tisíc tun. V menší Miladě tehdy pracovalo 163 lidí a vytěžilo se 83 550 tun uhlí. Během února a března 1918 horníci dolu Nová Naděje v důsledku nízkých mezd a nedostatku potravin stávkovali. Roku 1930 byl jejich důl mimo provoz.
Území bývalých Vyklic dnes leží na dně západní části jezera Milada, které vzniklo zatopením hnědouhelného Lomu Chabařovice. V letech 2000–2010 existovaly snahy o obnovení zaniklé vesnice. Snaha o obnovu zaniklé obce Vyklice byla s největší pravděpodobností „pohřbena“ rozhodnutím Báňského úřadu, kdy pozemky, na kterých měly Nové Vyklice stát, nelze použít ke stavbě, jelikož je pod nimi státní rezerva uhlí. Bývalí občané Vyklic již tedy vzdali snahu o obnovu obce.

## Obyvatelstvo
Při sčítání lidu v roce 1921 ve vsi žilo 1 770 obyvatel (z toho 842 mužů), z nichž bylo 531 Čechoslováků, 1 210 Němců a 29 cizinců. Kromě římskokatolické většiny (1 429 osob) ve vsi bylo 104 evangelíků, tři členové církve československé, tři židé a 232 lidí bez vyznání. Podle sčítání lidu z roku 1930 měla vesnice 2 134 obyvatel: 785 Čechoslováků, 1 319 Němců a třicet cizinců. Většina (1 619 lidí) se hlásila k římskokatolické církvi, ale 141 bylo evangelíky, 32 členy církve československé a 342 jich bylo bez vyznání.
|           | 1869 | 1880 | 1890  | 1900  | 1910  | 1921  | 1930  | 1950  | 1961  | 1970  | 1980 | 1991 | 2001 | 2011 |
| --------- | ---- | ---- | ----- | ----- | ----- | ----- | ----- | ----- | ----- | ----- | ---- | ---- | ---- | ---- |
| Obyvatelé | 481  | 914  | 1 027 | 1 610 | 1 907 | 1 770 | 2 134 | 1 344 | 1 211 | 1 097 | 882  | .    | .    | 9    |
| Domy      | 56   | 79   | 88    | 111   | 129   | 132   | 186   | 226   | 205   | 197   | 174  | .    | .    | .    |

## Pamětihodnosti
Na návsi stávala kaple z roku 1730 a v roce 1970 byla spolu s vesnicí zbořena. Její zvon byl zrekvírován v roce 1917, po první světové válce sem byl dodán litinový zvon z chabařovických oceláren Arnold-Kress.[zdroj⁠?!]